# Национално знаме на Мавриций
Националното знаме на Мавриций е прието след обявяването на независимостта на 12 май 1968 г.
Представлява 4 хоризонтални ленти една върху друга: 1-вата (отгоре) е в червено, 2-рата е в синьо, 3-та е в жълто, а 4-та (най-отдолу) е в зелено.

## Предишни знамена
- (1869 – 1906)
- (1906 – 1923)
- (1923 – 1968)